# Championnat d'Afrique du Sud de football 2015-2016
Navigation
Édition précédente Édition suivante
La saison 2015-2016 du Championnat d'Afrique du Sud de football est la 20e édition du championnat de première division en Afrique du Sud. Les seize meilleurs clubs du pays sont regroupés au sein d'une poule unique, où ils s'affrontent deux fois au cours de la saison, à domicile et à l'extérieur. À l'issue du championnat, le dernier du classement est relégué tandis que l'avant-dernier dispute un barrage de promotion-relégation face aux meilleures équipes de National First Division, la deuxième division sud-africaine.
C'est le club de Mamelodi Sundowns qui est sacré cette saison après avoir terminé en tête du classement final, avec quatorze points d'avance sur Bidvest Wits. Il s'agit du septième titre de champion d'Afrique du Sud de l'histoire du club.

## Équipes

### Participants et locations
| \| Clubs à Johannesbourg Bidvest Wits Kaizer Chiefs Jomo Cosmos Orlando Pirates Johannesbourg Polokwane City FC Bloemfontein Celtic Ajax Chippa United Free State Stars Maritzburg United Platinum Stars Pretoria Mpumalanga Golden Arrows Clubs à Pretoria Mamelodi Sundowns Supersport United Pretoria University \| Localisation des clubs |
| Clubs à Johannesbourg Bidvest Wits Kaizer Chiefs Jomo Cosmos Orlando Pirates Johannesbourg Polokwane City FC Bloemfontein Celtic Ajax Chippa United Free State Stars Maritzburg United Platinum Stars Pretoria Mpumalanga Golden Arrows Clubs à Pretoria Mamelodi Sundowns Supersport United Pretoria University                              |

| Club                   | Ville                       | Classement 2014-2015 | Entraîneur            | Stade                   | Capacité |
| ---------------------- | --------------------------- | -------------------- | --------------------- | ----------------------- | -------- |
| Ajax Cape Town         | Le Cap (Parow)              | 5                    | Roger de Sa           | Cape Town Stadium       | 55 000   |
| Jomo Cosmos            | Tembisa                     | 2 (D2)               | Jomo Sono             | Makhulong Stadium       | 20 000   |
| Bidvest Wits           | Johannesburg (Braamfontein) | 3                    | Gavin Hunt            | Bidvest Stadium         | 5 000    |
| Bloemfontein Celtic    | Bloemfontein                | 7                    | Ernst Middendorp      | Seisa Ramabodu Stadium  | 20 000   |
| Free State Stars       | Bethlehem                   | 9                    | Kinnah Phiri          | Charles Mopeli Stadium  | 35 000   |
| Chippa United          | Le Cap (Nyanga)             | 14                   | Roger Sikhakhane      | Athlone Stadium         | 30 000   |
| Kaizer Chiefs          | Johannesbourg (Soweto)      | 1                    | Stuart William Baxter | FNB Stadium             | 95 000   |
| Mamelodi Sundowns      | Pretoria (Chloorkop)        | 2                    | Pitso John Mosimane   | Loftus Versfeld Stadium | 52 000   |
| Maritzburg United      | Pietermaritzburg            | 8                    | Steve Komphela        | Harry Gwala Stadium     | 13 000   |
| Golden Arrows          | Durban                      | 1 (D2)               | Shaun Bartlett        | Princess Magogo Stadium | 12 000   |
| Mpumalanga Black Aces  | Nelspruit                   | 10                   | Clive Barker          | Stade Mbombela          | 40 929   |
| Orlando Pirates        | Johannesbourg (Soweto)      | 4                    | Eric Tinkler          | Orlando Stadium         | 40 000   |
| Platinum Stars         | Rustenburg                  | 11                   | Allan Freese          | Stade Royal Bafokeng    | 42 000   |
| Polokwane City FC      | Polokwane                   | 12                   | Kostatin Papic        | Stade Peter-Mokaba      | 41 733   |
| Supersport United      | Pretoria (Atteridgeville)   | 6                    | Gordon Igesund        | Lucas Moripe Stadium    | 29 000   |
| Pretoria University FC | Pretoria (Hatfield)         | 13                   | Sammy Troughton       | Tuks ABSA Stadium       | 8 000    |

## Compétition

### Classement
Le classement est établi sur le barème de points classique (victoire à 3 points, match nul à 1, défaite à 0).
Pour départager les égalités, on tient d'abord compte de la différence de buts générale, puis du nombre de buts marqués, puis des confrontations directes.
| Rang | Équipe                 | Pts | J  | G  | N  | P  | Bp | Bc | Diff |
| ---- | ---------------------- | --- | -- | -- | -- | -- | -- | -- | ---- |
| 1    | Mamelodi Sundowns      | 71  | 30 | 22 | 5  | 3  | 55 | 20 | +35  |
| 2    | Bidvest Wits           | 57  | 30 | 17 | 6  | 7  | 44 | 24 | +20  |
| 3    | Platinum Stars         | 48  | 30 | 13 | 9  | 8  | 41 | 33 | +8   |
| 4    | Black Aces             | 47  | 30 | 12 | 11 | 7  | 37 | 29 | +8   |
| 5    | Kaizer ChiefsT         | 46  | 30 | 11 | 13 | 6  | 38 | 30 | +8   |
| 6    | Chippa United          | 45  | 30 | 13 | 6  | 11 | 42 | 39 | +3   |
| 7    | Orlando Pirates        | 41  | 30 | 11 | 8  | 11 | 38 | 30 | +8   |
| 8    | SuperSport UnitedC     | 40  | 30 | 10 | 10 | 10 | 36 | 38 | -2   |
| 9    | Golden Arrows P        | 40  | 30 | 11 | 7  | 12 | 28 | 35 | -7   |
| 10   | Ajax Cape Town         | 37  | 30 | 9  | 10 | 11 | 34 | 41 | -7   |
| 11   | Bloemfontein Celtic    | 36  | 30 | 8  | 12 | 10 | 30 | 26 | +4   |
| 12   | Free State Stars       | 35  | 30 | 9  | 8  | 13 | 28 | 37 | -9   |
| 13   | Polokwane City FC      | 31  | 30 | 7  | 10 | 13 | 31 | 44 | -13  |
| 14   | Maritzburg United      | 27  | 30 | 6  | 9  | 15 | 35 | 53 | -18  |
| 15   | University of Pretoria | 25  | 30 | 6  | 7  | 17 | 25 | 42 | -17  |
| 16   | Jomo CosmosP           | 25  | 30 | 6  | 7  | 17 | 20 | 41 | -21  |

|  | Qualification pour la Ligue des champions de la CAF 2016                       |
|  | Qualification pour la Coupe de la confédération 2016                           |
|  | Relégation directe en deuxième division                                        |
|  | barrage de relégation                                                          |
|  | T : Tenant du titre C : Vainqueur de la Coupe d'Afrique du Sud P : Promu de D2 |

### Barrage de promotion-relégation
Le 15e de première division retrouve les 2e et 3e de deuxième division pour le barrage de promotion-relégation qui se dispute sous forme d'une poule unique où les 3 équipes s'affrontent en matchs aller et retour.
| Rang | Équipe                 | Pts | J | G | N | P | Bp | Bc | Diff |  | Résultats (▼ dom., ► ext.) | BLA | JOM | MOR |
| ---- | ---------------------- | --- | - | - | - | - | -- | -- | ---- |  | -------------------------- | --- | --- | --- |
| 1    | Highlands Park (D2)    | 10  | 4 | 3 | 1 | 0 | 6  | 0  | +6   |  | Highlands Park (D2)        |     | 2-0 | 1-0 |
| 2    | Mbombela United (D2)   | 6   | 4 | 2 | 0 | 2 | 3  | 6  | -3   |  | Mbombela United (D2)       | 0-3 |     | 2-1 |
| 3    | University of Pretoria | 1   | 4 | 0 | 1 | 3 | 1  | 4  | -3   |  | University of Pretoria     | 0-0 | 0-1 |     |

## Bilan de la saison
| Championnat d'Afrique du Sud de football 2015-2016                        |                              |
| Champion                                                                  | Mamelodi Sundowns (7e titre) |
| Coupes et trophées                                                        |                              |
| Vainqueur de la Coupe d'Afrique du Sud 2015-2016                          | SuperSport United            |
| Qualifications continentales                                              |                              |
| Ligue des champions de la CAF 2017                                        | Mamelodi Sundowns            |
| Ligue des champions de la CAF 2017                                        | Bidvest Wits                 |
| Coupe de la confédération 2017                                            | Platinum Stars               |
| Coupe de la confédération 2017                                            | SuperSport United            |
| Promotions et relégations                                                 |                              |
| Promus en Championnat d'Afrique du Sud de football                        | Highlands Park FC            |
| Promus en Championnat d'Afrique du Sud de football                        | Baroka FC                    |
| Relégués en Championnat d'Afrique du Sud de football de deuxième division | Jomo Cosmos                  |
| Relégués en Championnat d'Afrique du Sud de football de deuxième division | University of Pretoria       |